# Trichomalus coryphe
Trichomalus coryphe är en stekelart som först beskrevs av Walker 1839.  Trichomalus coryphe ingår i släktet Trichomalus och familjen puppglanssteklar. Arten är reproducerande i Sverige. Inga underarter finns listade i Catalogue of Life.